# Machaerota moluccana
Machaerota moluccana är en insektsart som beskrevs av George Willis Kirkaldy 1913. Machaerota moluccana ingår i släktet Machaerota och familjen Machaerotidae. Inga underarter finns listade i Catalogue of Life.